# Santa Claus Is Coming to Town
"Santa Claus Is Coming to Town" er en julesang skrevet af John Frederick Coots og Haven Gillespie og første gang indsunget i november 1934 i Eddie Cantors radioprogram. Det blev et øjeblikkeligt hit med ordrer på 500.000 eksemplarer af noder og mere end 30.000 solgte plader i løbet af 24 timer. Sangen er blevet indspillet af over 200 kunstnere, herunder The Crystals, Mariah Carey, Bruce Springsteen, Frank Sinatra og The Jackson 5.
Den tidligste kendte indspillede version af sangen var med banjospilleren Harry Reser og hans orkester den 24. oktober 1934 (Decca 264A) med Tom Stacks som sanger, versionen fremgår af Variety-hitlisten i december 1934. Sangen var et stort hit i nodeform, hvor den nåede førstepladsen.

## Andre kunstneres fortolkninger
Sangen har været fremført af en lang række andre kunstnere gennem årene, heriblandt:
- Bing Crosby og The Andrews Sisters (1943)
- Frank Sinatra (1948)
- Johnny Mercer and The Pied Pipers (1949)
- Patti Page (1955)
- Ray Conniff Singers (1959)
- Alvin and the Chipmunks (1961)
- Ramsey Lewis Trio (1961)
- The Four Seasons (band) (1962)
- Lorna Luft  (Judy Garland Christmas Special Show) (1963)
- The Crystals (1963)
- The Beach Boys (1964)
- The Platters (1964)
- Jo Stafford (1964)
- The Supremes (1965)
- Lou Rawls (1967)
- The Jackson 5 (1970)
- The Temptations på albummet The Temptations Christmas Card (1970)
- The Partridge Family (1971)
- The Carpenters (1974 langsom version & 1978 kort tempofyldt version)
- Bruce Springsteen (optaget 1975, udgivet 1981)[2]
- The Pointer Sisters (1987)
- Dolly Parton (1990)
- Neil Diamond (1992)
- Björn Again (1992)
- Cyndi Lauper og Frank Sinatra på albummet A Very Special Christmas 2 (1992)
- Kidsongs på albummet We Wish You a Merry Christmas
- Mariah Carey på albummet Merry Christmas (1994)[3]
- Glen Campbell (1995)
- George Strait (1996)
- Aline Barros (1997) "(Vem Chegando o Nata)"
- Cartoons (1998)
- CKY på albummet Volume 2 (1999) - Parodi med forskellige tekster.
- Hi-5 Australia på albummet Jingle Jangle Jingle (2004)
- Luis Miguel (2006) "(Santa Claus Llegó A La Ciudad)"
- James Taylor (2006)
- Dokken på albummet Monster Ballads Xmas (2007)
- Faith Hill (2008)
- Miley Cyrus (2008)
- Andrea Bocelli (2009)
- A Rocket to the Moon (2009)
- Xuxa Meneghel (2009), samme udgave som Aline Barros
- Wilson Phillips på albummet Christmas in Harmony (2010)
- Love Händel fra Phineas og Ferb (2010)
- Justin Bieber (2011)
- Cimorelli (2011)
- Michael Bublé (2011)
- Mark Salling og Cory Monteith på Glee (2011) - Musikalsk arrangement baseret på Bruce Springsteen & E Street Bands coverversion.
- Colbie Caillat på albummet Christmas In the Sand (2012)
- Johnny Ruffo på albummet The Spirit of Christmas (2012)
- Rod Stewart på albummet Merry Christmas, Baby (2012)
- Richard Marx med Sara Niemietz (2012)
- Tamar Braxton (2013)
- Dannii Minogue (2013)
- Pentatonix (2014)
- Greg Page på albummet Here Comes Christmas! (2015)
- Kylie Minogue i en virtuel duet med Frank Sinatra på albummet Kylie Christmas (2015)
- Laura Pausini på albummet Laura Xmas (2016)